# 武官
武官是指負責軍事事務的官員，與文官相對。武官包括各級將領，古代武官除了需要精通武術外，還要求對兵法、謀略等有一定認識。而現代這些武官大部分是現役軍人，且大多數透過軍事學校教育後成為基層武官同時授予其軍階。現代「武官」一詞常用來代指包含軍官、警官等有一定軍階、警階，且仍於軍警或準軍事組織職位服務的公職人員，如中國人民武裝警察部隊。